# Chrysotimus incisus
Chrysotimus incisus är en tvåvingeart som beskrevs av Yang och Saigusa 2001. Chrysotimus incisus ingår i släktet Chrysotimus och familjen styltflugor.
Artens utbredningsområde är Yunnan (Kina). Inga underarter finns listade i Catalogue of Life.